# Canna rouge
Canna rouge – en anglais Red Canna – est un tableau réalisé par la peintre américaine Georgia O'Keeffe entre 1925 et 1928. Cette huile sur toile montée sur masonite représente en gros plan l'intérieur d'une fleur du genre Canna dont les pétales présentent des nuances de rouge, d'orange, de jaune et de rose. Partie d'une série de plusieurs tableaux avec le même sujet, cette œuvre est conservée à l'University of Arizona Museum of Art, à Tucson, en Arizona, depuis un don en 1950.